# Eragrostis brainii
Eragrostis brainii är en gräsart som först beskrevs av Sydney Margaret Stent, och fick sitt nu gällande namn av Georg Oskar Edmund Launert. Eragrostis brainii ingår i släktet kärleksgrässläktet, och familjen gräs. Inga underarter finns listade i Catalogue of Life.